# Giv'at Shmuel
Giv'at Shmuel (em hebraico:  גִּבְעַת שְׁמוּאֵל, Português: Colinas de Samuel) é uma cidade no Distrito Central (Israel) de Israel. Ela está localizada na zona oriental da Gush Dan e está rodeada por cidades maiores como Ramat Gan e Bnei Brak a Oeste, Kiryat Ono a Sul e Petah Tikva a Leste e a Norte. Giv'at Shmuel tem uma população de cerca de 23,706 pessoas (Dados de 2012).

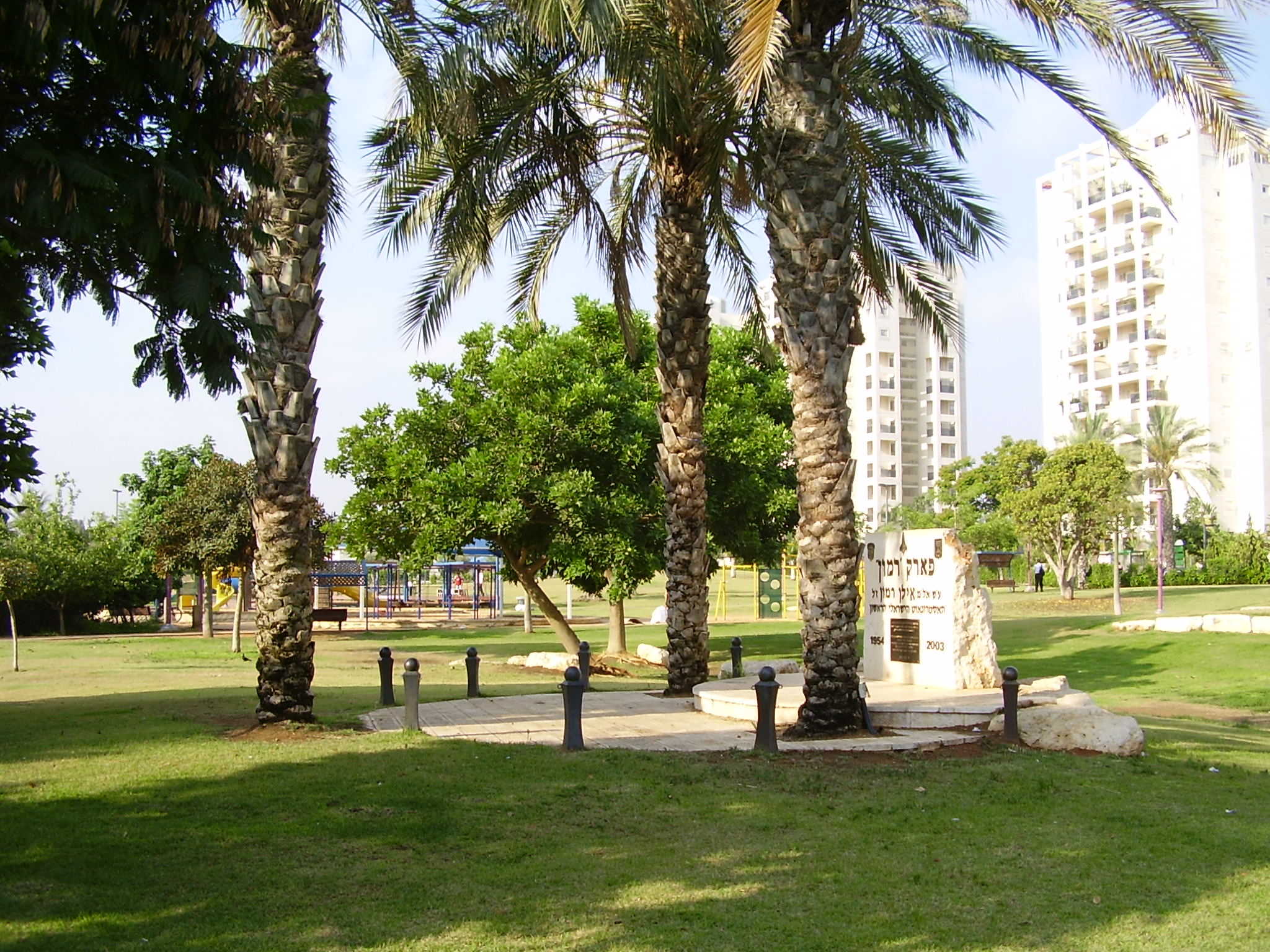
Park Ilan Ramon

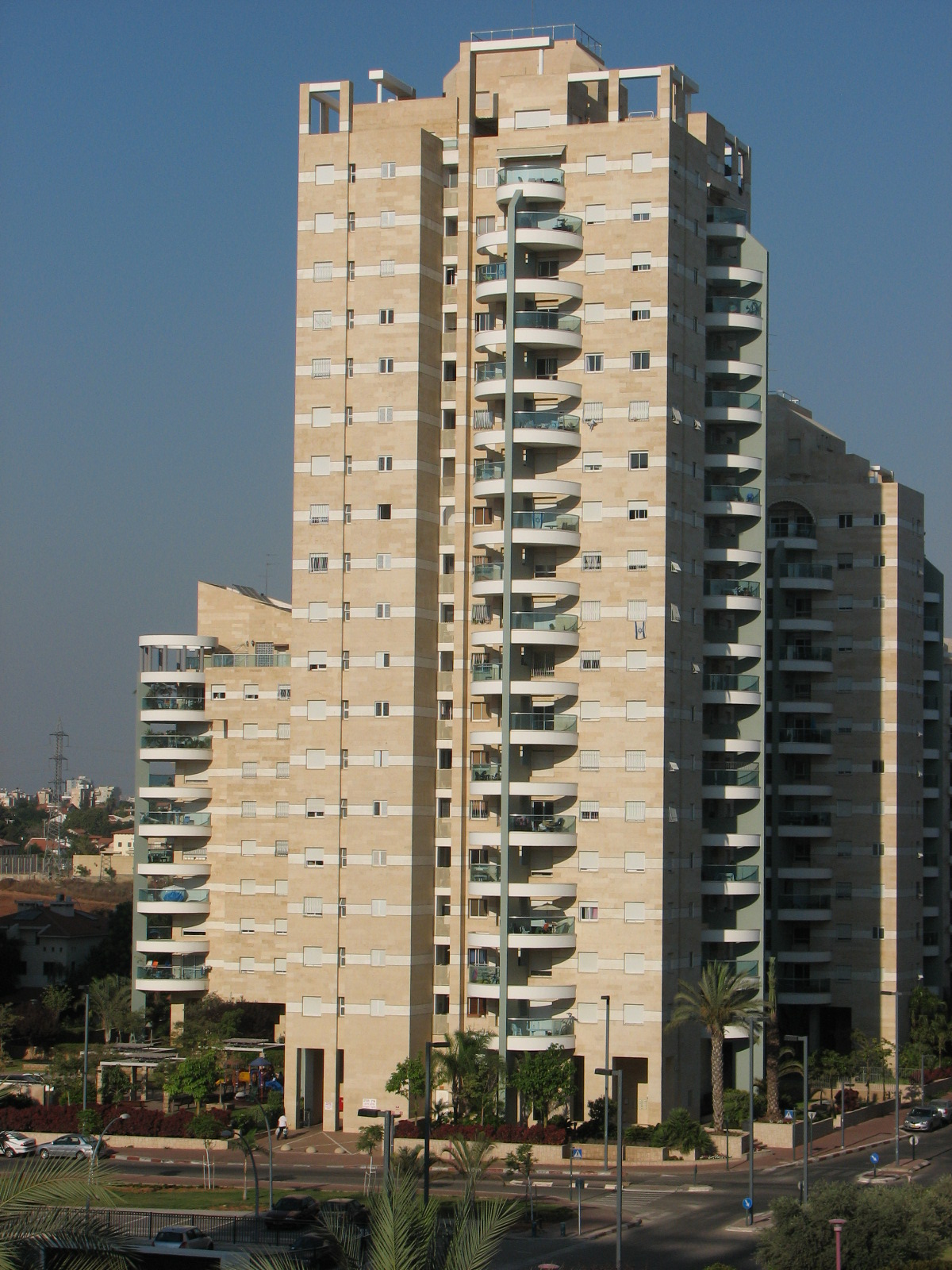
Torre Residencial

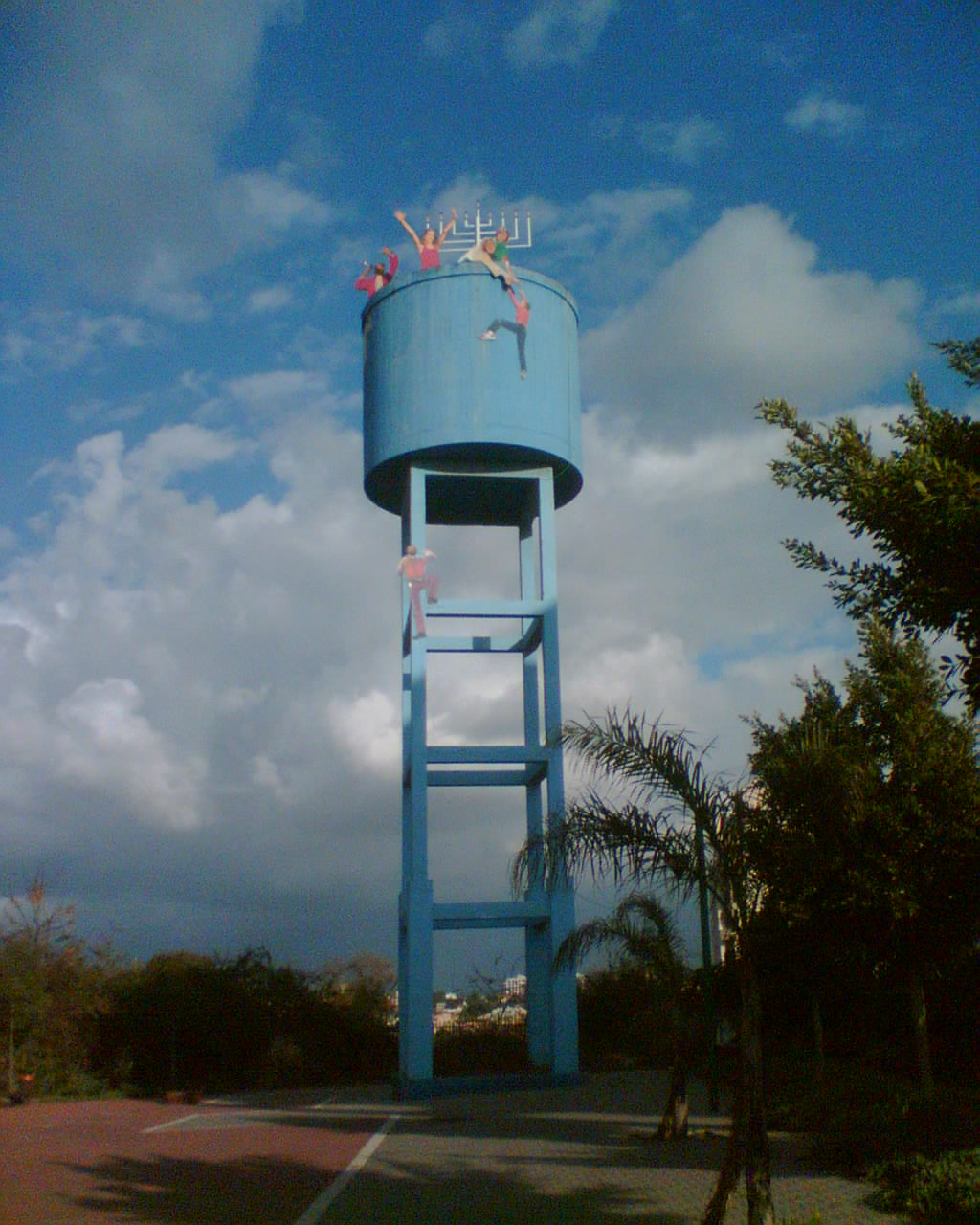
torre de água Histórica

A cidade recebeu o nome do líder Sionista Romeno Samuel Pineles. Fundador e presidente do Congresso Sionista em Focşani e Vice-Presidente do Primeiro Congresso Sionista que se realizou em Basileia em 1897.
A cidade sofreu recentemente uma grande expansão que duplicou a sua população, entre 1998 e 2005. Em 5 de Novembro de 2007, o Ministério do Interior de Israel, aceitou a recomendação de uma comissão e elevou Giv'at Shmuel à categoria de cidade.

## Cidades Geminadas
- Gołdap, Polonia
- Stade, Alemanha[3]
- Dubna, Rússia